# Gran Premio di superbike di Sepang
Il Gran Premio di superbike di Sepang è stata una delle prove del campionato mondiale superbike. Nello stesso fine settimana si svolgeva anche la gara del mondiale supersport.

## Storia
Nel 2014, per la prima volta nella storia del mondiale Superbike, si è corso un GP a Sepang. In passato si era già corso in Malaysia, nel 1990 e 1991 a Shah Alam, nel 1992 e 1993 a Johor. La prima edizione di questa gara ha registrato le vittorie di Marco Melandri in entrambe le gare del mondiale Superbike, con Michael van der Mark che vince quella del mondiale supersport. In occasione dell'edizione del 2016, in gara 2, Nicky Hayden colse la sua prima ed unica vittoria nel campionato mondiale Superbike.

## Risultati

### Mondiale Superbike

#### Vincitori
| Anno |        | Pilota         | Squadra                    | Motocicletta         | Resoconto |
| ---- | ------ | -------------- | -------------------------- | -------------------- | --------- |
| 2014 | Gara 1 | Marco Melandri | Aprilia Racing             | Aprilia RSV4 Factory | Resoconto |
| 2014 | Gara 2 | Marco Melandri | Aprilia Racing             | Aprilia RSV4 Factory | Resoconto |
| 2015 | Gara 1 | Jonathan Rea   | Kawasaki Racing            | Kawasaki ZX-10R      | Resoconto |
| 2015 | Gara 2 | Chaz Davies    | Aruba.it Racing-Ducati SBK | Ducati Panigale R    | Resoconto |
| 2016 | Gara 1 | Tom Sykes      | Kawasaki Racing            | Kawasaki ZX-10R      | Resoconto |
| 2016 | Gara 2 | Nicky Hayden   | Honda World Superbike      | Honda CBR1000RR SP   | Resoconto |

#### Giri Veloci
| Anno |        | Pilota           | Squadra                    | Motocicletta         | Tempo    |
| ---- | ------ | ---------------- | -------------------------- | -------------------- | -------- |
| 2014 | Gara 1 | Marco Melandri   | Aprilia Racing             | Aprilia RSV4 Factory | 2'04.884 |
| 2014 | Gara 2 | Marco Melandri   | Aprilia Racing             | Aprilia RSV4 Factory | 2'04.991 |
| 2015 | Gara 1 | Tom Sykes        | Kawasaki Racing            | Kawasaki ZX-10R      | 2'03.654 |
| 2015 | Gara 2 | Chaz Davies      | Aruba.it Racing-Ducati SBK | Ducati Panigale R    | 2'04.707 |
| 2016 | Gara 1 | Tom Sykes        | Kawasaki Racing            | Kawasaki ZX-10R      | 2'03.637 |
| 2016 | Gara 2 | Davide Giugliano | Aruba.it Racing - Ducati   | Ducati Panigale R    | 2'16.716 |

#### Pole Position
| Anno | Pilota           | Squadra         | Motocicletta         | Tempo    |
| ---- | ---------------- | --------------- | -------------------- | -------- |
| 2014 | Sylvain Guintoli | Aprilia Racing  | Aprilia RSV4 Factory | 2'03.002 |
| 2015 | Tom Sykes        | Kawasaki Racing | Kawasaki ZX-10R      | 2'03.240 |
| 2016 | Tom Sykes        | Kawasaki Racing | Kawasaki ZX-10R      | 2'02.246 |

### Mondiale Supersport

#### Vincitori
| Anno | Pilota               | Squadra                      | Motocicletta   | Resoconto |
| ---- | -------------------- | ---------------------------- | -------------- | --------- |
| 2014 | Michael van der Mark | PATA Honda                   | Honda CBR600RR | Resoconto |
| 2015 | Patrick Jacobsen     | CORE'' Motorsport Thailand   | Honda CBR600RR | Resoconto |
| 2016 | Ayrton Badovini      | Gemar Balloons - Team Lorini | Honda CBR600RR | Resoconto |

#### Giri Veloci
| Anno | Pilota           | Squadra                  | Motocicletta   | Tempo    |
| ---- | ---------------- | ------------------------ | -------------- | -------- |
| 2014 | Kev Coghlan      | DMC Panavto-Yamaha       | Yamaha YZF R6  | 2'09.178 |
| 2015 | Kenan Sofuoğlu   | Kawasaki Puccetti Racing | Kawasaki ZX-6R | 2'09.338 |
| 2016 | Patrick Jacobsen | Honda World Supersport   | Honda CBR600RR | 2'21.142 |

#### Pole Position
| Anno | Pilota           | Squadra                    | Motocicletta     | Tempo    |
| ---- | ---------------- | -------------------------- | ---------------- | -------- |
| 2014 | Jules Cluzel     | MV Agusta RC-Yakhnich M.   | MV Agusta F3 675 | 2'08.331 |
| 2015 | Patrick Jacobsen | CORE'' Motorsport Thailand | Honda CBR600RR   | 2'08.244 |
| 2016 | Kenan Sofuoğlu   | Kawasaki Puccetti Racing   | Kawasaki ZX-6R   | 2'08.055 |